# Niardo
Niardo é uma comuna italiana da região da Lombardia, província de Bréscia, com cerca de 1.835 habitantes. Estende-se por uma área de 22 km², tendo uma densidade populacional de 83 hab/km². Faz fronteira com Braone, Breno, Losine, Prestine.

## Demografia
| Variação demográfica do município entre 1861 e 2011                               |
|                                                                                   |
| Fonte: Istituto Nazionale di Statistica (ISTAT) - Elaboração gráfica da Wikipedia |